# Немичинцы
Немичинцы (укр. Немичинці) — село в Хмельницком районе Хмельницкой области Украины.
Население по переписи 2001 года составляло 728 человек. Почтовый индекс — 31354. Телефонный код — 382. Занимает площадь 2,067 км². Код КОАТУУ — 6825081504.

## Местный совет
31352, Хмельницкая обл., Хмельницкий р-н, с. Гвардейское, ул. Соборная, 27; тел. 62-41-35.